# Luis III de Löwenstein-Wertheim
Luis III de Löwenstein-Wertheim (en alemán: Ludwig III von Löwenstein-Wertheim; 17 de febrero de 1530, Vaihingen an der Enz - 13 de marzo de 1611, Wertheim) fue el conde de Löwenstein-Wertheim desde 1571 hasta su muerte en 1611, siendo sucedido por su segundo hijo, Luis.

## Vida
Luis III fue hijo del conde Federico I de Löwenstein (1502-1541), hijo del conde Luis I y su esposa Elena de Königsegg (1509-1566).
A los 18 años llegó a la corte imperial de Viena, donde se le dio el mando de un regimiento de caballería con 1000 caballos. Poco tiempo después fue a Borgoña, donde trabajó para el elector palatino Federico II como embajador en varias cortes. En 1557 fue enviado a la Dieta de Ratisbona, donde actuó como consejero imperial del emperador Fernando I, a pesar de ser él mismo protestante. Más tarde representó al emperador Maximiliano II en varias dietas. En 1559 fue nombrado presidente del Consejo Áulico. El archiduque Carlos II de Estiria lo nombró gobernador de Carintia, Carniola y Estiria.
Luis poseía el condado de Löwenstein, que estaba bajo la soberanía del ducado de Wurtemberg. El 3 de septiembre de 1566 se casó con la condesa Ana de Stolberg (1548-1599), hija del conde Luis de Stolberg. En un principio había intentado casarse con la hermana mayor de Ana, Catalina, que estaba casada con Miguel III, el último conde de Wertheim. Tras la muerte de Miguel III en 1566, Luis de Stolberg heredó Wertheim. Cuando murió en 1574 sin un heredero varón, el señorío de Rochefort recayó en su hija Ana. Estalló una disputa entre sus yernos por el condado de Wertheim. Luis III se autodenominó conde de Löwenstein-Wertheim a partir de 1580, sin embargo, tuvo que esperar hasta 1598 hasta que pudo asegurarse la posesión de Wertheim.
Los yernos de Luis de Stolberg se turnaron para gobernar el condado de Stolberg. Estos yernos fueron Luis III, que estaba casado con Ana, la hermana menor, el conde Felipe de Eberstein, que se había casado con Catalina, la hermana mayor, y el conde Dietrich de Manderscheid, que se había casado con Isabel, la segunda hermana. Después de que Felipe muriera en 1589 en Remlingen y Dietrich muriera en 1593 en Schleiden, Luis esperaba gobernar Stolberg en solitario. Sin embargo, Isabel se casó entonces con Guillermo de Krichingen, que era católico y que disputó las pretensiones de Luis III sobre Stolberg hasta su muerte en 1610.